# Vostóchnaya
Vostóchnaya (del ruso: Восто́чная) es una stanitsa del raión de Ust-Labinsk del krai de Krasnodar de Rusia. Está situada a orillas del río Kirpili, 18 km al nordeste de Ust-Labinsk y 66 km al nordeste de Krasnodar, la capital del krai. Tenía 2 064 habitantes en 2010.
Es cabeza del municipio Vostóchnoye.

## Historia
El jútor Ladozhski fue fundado en tierras de Ládozhskaya en 1879, como parte del otdel de Ekaterinodar del óblast de Kubán. En 1912 se le concedió el estatus de stanitsa y su nombre actual, Vostóchnaya ("Oriental"), homenaje a la guerra ruso-japonesa (se valoró también denominarla Dalnevostóchnaya, "Del Lejano Oriente")

## Transporte
La estación de ferrocarril más cercana es Ládozhskaya.